# جيمس إف. سوليفان
جيمس إف. سوليفان (بالإنجليزية: James F. Sullivan)‏ هو عسكري أمريكي، ولد في 1857 في لوويل في الولايات المتحدة، وتوفي في 1917.